# Hubert Klausmann
Hubert Klausmann (* 1955 in Freiburg im Breisgau) ist ein deutscher Germanist und Dialektologe. In seiner Eigenschaft als außerplanmäßiger Professor an der Eberhard Karls Universität Tübingen leitete er bis 2024 die Arbeitsstelle „Sprache in Südwestdeutschland“ am „Ludwig-Uhland-Institut für Empirische Kulturwissenschaft“.

## Leben
Klausmann studierte von 1974 bis 1980 Romanistik und Germanistik an der Albert-Ludwigs-Universität Freiburg und an der Universität Grenoble. 1985 promovierte er in Freiburg mit der Arbeit Die Breisgauer Mundarten.
Nach Abschluss des Ersten und des Zweiten Staatsexamens (Lehramt) 1980 beziehungsweise 1985 wirkte bis 2018 Lehrer für Deutsch und Französisch am Peutinger-Gymnasium in Ellwangen (Jagst).
Sein Interesse für Sprachgeographie wurde in Grenoble geweckt, wo er am Frankoprovenzalischen Sprachatlas mitwirkte. Von 1980 bis 2000 arbeitete er am Vorarlberger Sprachatlas unter Eugen Gabriel mit, wo ihn besonders die Walser und die romanischen Reliktwörter faszinierten.
2000 habilitierte er sich an der Universität Bayreuth mit der Arbeit Wortgeographie der Sprachlandschaften Vorarlbergs und Liechtensteins. 2006 wurde er ebenda zum außerplanmäßigen Professor für Sprachwissenschaft ernannt. 2009 zog er an die Universität Tübingen, wo er 2014 zum außerplanmäßigen Professor für volkskundliche Dialektologie avancierte. Dort amtierte Klausmann als wissenschaftlicher Leiter der Arbeitsstelle „Sprache in Südwestdeutschland“ am „Ludwig-Uhland-Institut für Empirische Kulturwissenschaft“. 2024 wurde er pensioniert.

## Schaffen
Klausmanns Forschen und Lehren konzentriert sich auf die Themen südwestdeutsche Dialektologie, regionale Standardsprache, sprachliche Minderheiten in Europa, Sprachverwendung, Sprachdidaktik, Sprachkritik und Familiennamengeographie.
An der Arbeitsstelle „Sprache in Südwestdeutschland“ erarbeitete Klausmann mit Mitarbeitenden den Sprachatlas von Nord Baden-Württemberg und den Sprechenden Atlas von Baden-Württemberg, digitalisierte das Arno-Ruoff-Archiv und erforschte die Themen „Kultureller Wandel im ländlichen Raum“, „Sprachlicher und kultureller Wandel in Baden-Württemberg“, „Dialektkompetenz an baden-württembergischen Grundschulen“, „Der Dialekt im sprachlichen und gesellschaftlichen Wandel“ sowie „Gewerbe, Handel und Märkte – Ländliche Räume im Austausch“.
Ein wichtiges Anliegen ist ihm auch, akademisches Wissen einer größeren nichtakademischen Öffentlichkeit weiterzugeben.

## Publikationen (Auswahl)
- (zusammen mit Uwe Pörksen, Siegfried Hennrich, Eva Lange und Jürgen Schiewe:) Carl Gustav Jochmann. Politische Sprachkritik, Aphorismen und Glossen (= Philologische Studien und Quellen. Band 118). Stuttgart 1983.
- Die Breisgauer Mundarten (= Deutsche Dialektgeographie. Band 85). 2 Bänd. Marburg 1985.
- Mitarbeit an den Bänden 1, 4 und 5 des Vorarlberger Sprachatlasses mit Einschluss des Fürstentums Liechtenstein, Westtirols und des Allgäus. Hrsg. vom Eugen Gabriel. Vorarlberger Landesregierung, Bregenz 1985–2006.
- (zusammen mit Konrad Kunze und Renate Schrambke:) Kleiner Dialektatlas. Alemannisch und Schwäbisch in Baden-Württemberg (= Themen der Landeskunde. Band 6). Bühl/Baden 1993 und weitere Auflagen.
- Wortgeographie der Sprachlandschaften Vorarlbergs und Liechtensteins. Umgrenzung, Innengliederung und äußere Einflüsse in der Wortgeographie zwischen Alpenrhein und Arlberg (= Deutsche Dialektgeographie. Band 94). Marburg 2002.
- Atlas der Familiennamen von Baden-Württemberg. Ostfildern/Stuttgart 2007.
- Kleiner Sprachatlas von Vorarlberg und Liechtenstein. Innsbruck 2012.
- Schwäbisch. Eine süddeutsche Sprachlandschaft. Darmstadt 2014.
- (zum Teil zusammen mit Rudolf Bühler:) Sprachatlas von Nord Baden-Württemberg. Bände 1–5. Tübingen 2015–2019.
- Kleiner Sprachatlas von Baden-Württemberg. Regionalkultur, Ubstadt-Weiher 2020.
- (zusammen mit Frank Janle:) Dialekt und Standardsprache in der Deutschdidaktik. Eine Einführung. Narr/Francke/Attempto, Tübingen/München 2020.
- (zusammen mit Peter Binder, Mirjam Nast und Reinhard Johler:) Jetz isch halt alles anderscht, net? Kultureller Wandel im Ländlichen Raum (= Historische Interviewaufnahmen aus Baden-Württemberg. Band 1). Regionalkultur, Ubstadt-Weiher 2020.

Als Herausgeber:
- Raumstrukturen im Alemannischen. Beiträge der 15. Arbeitstagung zur alemannischen Dialektologie, Schloss Hofen, Lochau (Vorarlberg) vom 19.–21.9.2005 (= Schriften der Vorarlberger Landesbibliothek. Band 15). Neugebauer, Graz/Feldkirch 2006.
- (zusammen mit Rudolf Bühler und Mirjam Nast:) Schule – Medien – Öffentlichkeit. Sprachalltag und dialektale Praktiken aus linguistischer und kulturwissenschaftlicher Perspektive. Reinhard Johler zum 60. Geburtstag gewidmet (= Untersuchungen des Ludwig-Uhland-Instituts für Empirische Kulturwissenschaft. Band 124). Tübinger Vereinigung für Volkskunde, Tübingen 2020.